# Sweet High
Sweet High is een album van de Nederlandse band Krezip. Het album werd op 24 oktober 2019, tijdens hun eerste reünieconcert in de Ziggo Dome, uitgebracht door Pink Harvest op cd en lp. Het was het eerste studioalbum van de band sinds Plug it in uit 2007. In de Nederlandse Album Top 100 kwam Sweet High een week na verschijning binnen op de tweede plaats. Er werden vier singles van het album uitgebracht, waaronder de hit Lost Without You.

## Tracklist
1. Been Here Before
2. How Would You Feel
3. Lost Without You
4. With You
5. Only Dreaming
6. Girlfriend
7. Back In Love
8. Come Back With Me Now
9. Unlike Anything
10. Sweet High

## Hitnotering
| "Sweet High" in de Nederlandse Album Top 100 - binnen: 02-11-2019 | "Sweet High" in de Nederlandse Album Top 100 - binnen: 02-11-2019 | "Sweet High" in de Nederlandse Album Top 100 - binnen: 02-11-2019 | "Sweet High" in de Nederlandse Album Top 100 - binnen: 02-11-2019 | "Sweet High" in de Nederlandse Album Top 100 - binnen: 02-11-2019 | "Sweet High" in de Nederlandse Album Top 100 - binnen: 02-11-2019 | "Sweet High" in de Nederlandse Album Top 100 - binnen: 02-11-2019 | "Sweet High" in de Nederlandse Album Top 100 - binnen: 02-11-2019 | "Sweet High" in de Nederlandse Album Top 100 - binnen: 02-11-2019 | "Sweet High" in de Nederlandse Album Top 100 - binnen: 02-11-2019 | "Sweet High" in de Nederlandse Album Top 100 - binnen: 02-11-2019 | "Sweet High" in de Nederlandse Album Top 100 - binnen: 02-11-2019 |
| Week                                                              | 01                                                                | 02                                                                | 03                                                                | 04                                                                | 05                                                                | 06                                                                | 07                                                                | 08                                                                | 09                                                                | 10                                                                |                                                                   |
| ----------------------------------------------------------------- | ----------------------------------------------------------------- | ----------------------------------------------------------------- | ----------------------------------------------------------------- | ----------------------------------------------------------------- | ----------------------------------------------------------------- | ----------------------------------------------------------------- | ----------------------------------------------------------------- | ----------------------------------------------------------------- | ----------------------------------------------------------------- | ----------------------------------------------------------------- | ----------------------------------------------------------------- |
| Nummer                                                            | 2                                                                 | 13                                                                | 26                                                                | 37                                                                | 44                                                                | 46                                                                | 69                                                                | 59                                                                | 66                                                                | 94                                                                | uit                                                               |